# 大分県道・熊本県道137号上野田黒渕線
大分県道・熊本県道137号上野田黒渕線（おおいたけんどう・くまもとけんどう137ごう かみのだくろぶちせん）は、大分県日田市から熊本県阿蘇郡小国町に至る一般県道である。

## 概要
大分県日田市上津江町上野田から熊本県阿蘇郡小国町大字黒渕に至る。全線にわたって狭隘区間が続く。また、大分県と熊本県の県境付近を縫うようにして通っているのが特徴的である。

### 路線データ
- 起点：大分県日田市上津江町上野田（大分県道・熊本県道12号天瀬阿蘇線交点）
- 終点：熊本県阿蘇郡小国町大字黒渕（国道387号交点）

## 地理

### 通過する自治体
- 大分県
  - 日田市
- 熊本県
  - 阿蘇郡小国町

### 交差する道路
| 交差する道路                                                              | 都道府県名 | 市町村名 | 市町村名 | 交差する場所   | 交差する場所 |
| ------------------------------------------------------------------------- | ---------- | -------- | -------- | -------------- | ------------ |
| 大分県道・熊本県道12号天瀬阿蘇線                                          | 大分県     | 日田市   | 日田市   | 上津江町上野田 | 起点         |
| 国道387号 国道442号 重複 福岡県道・大分県道・熊本県道115号八女小国線 重複 | 熊本県     | 阿蘇郡   | 小国町   | 大字黒渕       | 終点         |

### 沿線
- 上野田川（大山川支流：下流は筑後川）
- 上津江郵便局